# Brissac-Quincé
Pour les articles homonymes, voir Brissac.
Brissac-Quincé est une ancienne commune française située dans le département de Maine-et-Loire, en région Pays de la Loire, née en 1964 du regroupement des deux anciennes communes de Brissac et de Quincé.
Le 15 décembre 2016, elle a été intégrée dans la commune nouvelle de Brissac Loire Aubance regroupant dix communes voisines et dont elle devient commune déléguée.

## Géographie
Commune angevine du Saumurois, Brissac-Quincé est situé sur la route D 748, à 16 km au sud d'Angers, à 29 km de Saumur, à 46 km de Cholet, à 85 km de Nantes et à 266 km de Paris.
La commune est traversée par l'Aubance, petite rivière sinueuse, affluent de la Loire. Elle serpente sur 35 km entre Loire et Layon, mais ne traverse Brissac-Quincé que sur à peine 3 km.
Brissac-Quincé se situe sur l'unité paysagère des plateaux de l'Aubance.

## Toponymie

### Le nom de Brissac
L'origine de Brissac est certainement très ancienne et, d'après l'archiviste Célestin Port, on ne peut douter qu'elle ne soit celtique. La racine du nom primitif paraît être le mot celtique Bracca et désignerait le pays d'hommes portant des braies, c'est-à-dire un vêtement porté notamment par les Gaulois (extrait de l'Histoire de Brissac de l'abbé Gautier).
Au IXe siècle Brissac est le chef-lieu d'un territoire désigné en latin sous le nom de pagus Bragascencis (pays de Brissac).
Quelques-uns de ses noms à travers les âges : Castrum de Brachosaco en 1050, Bracasac en 1067, Brachesac en 1150, Brissessac au XVe siècle, pour devenir Brissac au XVIe siècle,. Broichesac en 1371 On l'appela Mont-Fidèle sous la Terreur.

### Le nom de Quincé
Formes anciennes du nom : Quinceium en 1143-1153, Quincé en 1793 et 1801.

### Le nom de Brissac-Quincé
Le 1er juin 1964 Brissac devient Brissac-Quincé, à la suite de sa fusion avec Quincé (fusion simple),.

## Histoire
En 852, les Normands qui pillaient le Poitou et les pays de Charente depuis une dizaine d’années sont battus à Brissac par le comte de Poitiers et le comte d'Herbauge.
Après avoir relevé des Brézé, Brissac est acquis en 1502 par les Cossé, qui y élèvent le célèbre château et en deviennent comtes en 1561 (Charles Ier, le maréchal de Brissac), puis ducs en 1611 (son fils le maréchal Charles II).
En janvier 1794, deux colonnes infernales de la cinquième division commandées par Étienne Jean-François Cordellier-Delanoüe et Joseph Crouzat eurent comme point de départ Brissac.
Pendant la Première Guerre mondiale, 36 habitants de Brissac perdent la vie. Lors de la Seconde Guerre mondiale, un habitant est tué.
En 1964 les communes de Brissac et Quincé fusionnent. Brissac-Quincé est aujourd'hui une commune d'une superficie de 976 hectares et comptait moins de 3 000 Brissacoises et Brissacois en 2009 (Insee).
Un nouveau projet de regroupement se dessine au milieu des années 2010.  Il est entériné par les conseils municipaux en juin 2016 et intervient le 15 décembre 2016, donnant naissance à Brissac Loire Aubance. Brissac-Quincé devient alors une commune déléguée,.

## Politique et administration

### Administration municipale

#### Administration actuelle
Depuis le 15 décembre 2016 Brissac-Quincé constitue une commune déléguée au sein de la commune nouvelle de Brissac Loire Aubance et dispose d'un maire délégué.
| Période                                  | Période  | Identité                       | Étiquette | Qualité |
| ---------------------------------------- | -------- | ------------------------------ | --------- | ------- |
| 15 décembre 2016                         | mai 2020 | Sylvie Sourisseau-Guineberteau |           |         |
| mai 2020                                 | en cours | Erik Percevault                |           |         |
| Les données manquantes sont à compléter. |          |                                |           |         |

#### Administration ancienne
| Période                                  | Période              | Identité            | Étiquette | Qualité                                                           |
| ---------------------------------------- | -------------------- | ------------------- | --------- | ----------------------------------------------------------------- |
| Les données manquantes sont à compléter. |                      |                     |           |                                                                   |
|                                          |                      | M. Cottenceau       |           |                                                                   |
| 1959                                     | octobre 1981 (décès) | Pierre Rozé         | SE        |                                                                   |
| décembre 1981                            | mars 2001            | Joel Boumard        | UDF       | Commerçant Président de la CC Brissac-Quincé (? → 2001)           |
| mars 2001                                | mars 2008            | Philippe Cauwel     | DVD       | Chef d'entreprise Président de la CC Brissac-Quincé (2001 → 2005) |
| mars 2008                                | décembre 2016        | Sylvie Guineberteau | DVD       | Directrice d'exploitation logistique                              |

### Ancienne situation administrative

#### Intercommunalité
La commune est membre de la communauté de communes Loire Aubance jusqu'en 2016, elle-même membre du syndicat mixte Pays Loire-Angers. La communauté de communes disparait le 1er janvier 2017 au profit de la nouvelle communauté de communes Loire Layon Aubance. La commune de Brissac Loire Aubance devient membre de cette nouvelle intercommunalité.

#### Autres circonscriptions
Jusqu'en 2014, la commune fait partie du canton de Thouarcé et de l'arrondissement d'Angers. Le canton de Thouarcé compte alors dix-sept communes. Dans le cadre de la réforme territoriale, un nouveau découpage territorial pour le département de Maine-et-Loire est défini par le décret du 26 février 2014. Le canton de Thouarcé disparaît et la commune est rattachée au canton des Ponts-de-Cé, avec une entrée en vigueur au renouvellement des assemblées départementales de 2015.

### Jumelages
Brissac-Quincé est jumelé avec la ville de
- Caluso (Italie).

## Population et société

### Démographie

#### Évolution démographique
| 1793  | 1800 | 1806 | 1821 | 1831 | 1836 | 1841 | 1846 | 1851 |
| ----- | ---- | ---- | ---- | ---- | ---- | ---- | ---- | ---- |
| 1 000 | 697  | 662  | 942  | 932  | 977  | 922  | 972  | 953  |

| 1856 | 1861 | 1866 | 1872  | 1876  | 1881  | 1886 | 1891 | 1896 |
| ---- | ---- | ---- | ----- | ----- | ----- | ---- | ---- | ---- |
| 958  | 988  | 986  | 1 002 | 1 069 | 1 050 | 987  | 949  | 946  |

| 1901 | 1906 | 1911 | 1921 | 1926 | 1931 | 1936 | 1946 | 1954 |
| ---- | ---- | ---- | ---- | ---- | ---- | ---- | ---- | ---- |
| 952  | 992  | 939  | 863  | 883  | 908  | 900  | 904  | 852  |

| 1962 | 1968  | 1975  | 1982  | 1990  | 1999  | 2007  | 2012  | 2014  |
| ---- | ----- | ----- | ----- | ----- | ----- | ----- | ----- | ----- |
| 987  | 1 671 | 1 668 | 1 942 | 2 275 | 2 296 | 2 588 | 2 970 | 3 053 |

| 1793 | 1800 | 1806 | 1821 | 1831 | 1836 | 1841 |
| ---- | ---- | ---- | ---- | ---- | ---- | ---- |
| 440  | 343  | 367  | 598  | 631  | 629  | 642  |

| 1846 | 1851 | 1856 | 1861 | 1866 | 1872 | 1876 |
| ---- | ---- | ---- | ---- | ---- | ---- | ---- |
| 684  | 654  | 661  | 644  | 620  | 608  | 695  |

| 1881 | 1886 | 1891 | 1896 | 1901 | 1906 | 1911 |
| ---- | ---- | ---- | ---- | ---- | ---- | ---- |
| 671  | 716  | 728  | 707  | 676  | 677  | 695  |

| 1921 | 1926 | 1931 | 1936 | 1946 | 1954 | 1962 |
| ---- | ---- | ---- | ---- | ---- | ---- | ---- |
| 609  | 633  | 629  | 589  | 689  | 632  | 677  |

#### Pyramide des âges
La population de la commune est relativement jeune. Le taux de personnes d'un âge supérieur à 60 ans (20 %) est en effet inférieur au taux national (21,8 %) et au taux départemental (21,4 %).
À l'instar des répartitions nationale et départementale, la population féminine de la commune est supérieure à la population masculine. Le taux (51,5 %) est du même ordre de grandeur que le taux national (51,9 %).
La répartition de la population de la commune par tranches d'âge est, en 2008, la suivante :
- 48,5 % d’hommes (0 à 14 ans = 22,6 %, 15 à 29 ans = 19,9 %, 30 à 44 ans = 22,4 %, 45 à 59 ans = 17,7 %, plus de 60 ans = 17,4 %) ;
- 51,5 % de femmes (0 à 14 ans = 19,6 %, 15 à 29 ans = 16,9 %, 30 à 44 ans = 21,1 %, 45 à 59 ans = 19,9 %, plus de 60 ans = 22,4 %).

| Hommes | Classe d’âge | Femmes |
| ------ | ------------ | ------ |
| 0,5    | 90 ans ou +  | 1,9    |
| 5,6    | 75 à 89 ans  | 8,9    |
| 11,3   | 60 à 74 ans  | 11,6   |
| 17,7   | 45 à 59 ans  | 19,9   |
| 22,4   | 30 à 44 ans  | 21,1   |
| 19,9   | 15 à 29 ans  | 16,9   |
| 22,6   | 0 à 14 ans   | 19,6   |

| Hommes | Classe d’âge | Femmes |
| ------ | ------------ | ------ |
| 0,4    | 90 ans ou +  | 1,1    |
| 6,3    | 75 à 89 ans  | 9,5    |
| 12,1   | 60 à 74 ans  | 13,1   |
| 20,0   | 45 à 59 ans  | 19,4   |
| 20,3   | 30 à 44 ans  | 19,3   |
| 20,2   | 15 à 29 ans  | 18,9   |
| 20,7   | 0 à 14 ans   | 18,7   |

### Vie locale
La commune de Brissac-Quincé abrite plusieurs clubs sportifs. Le football, l'athlétisme, la gymnastique, le cyclisme sur route ou bien le karaté y sont pratiqués. L'équipe première du de basketball évolue en Nationale 1, la ligue la plus élevée accessible pour un club non professionnel. Une bibliothèque pour tous a également ouvert ses portes il y a 25 ans. L'espace EnJeu est une association qui accueille les adolescents plusieurs fois dans la semaine et qui propose des activités (kayak, bowling, match de basketball, soirée karaoké...).

## Économie

### Tissu économique
Sur 281 établissements présents sur la commune à fin 2010, 6 % relevaient du secteur de l'agriculture (pour une moyenne de 17 % sur le département), 4 % du secteur de l'industrie, 12 % du secteur de la construction, 56 % de celui du commerce et des services et 21 % du secteur de l'administration et de la santé.

### Viticulture
Le territoire de la commune est situé au milieu d’une zone viticole active. La palette des vins produits à Brissac-Quincé comprend blancs, rosés, rouges, crémant, dont les deux principales appellations de ce vignoble sont Les coteaux-de-l’Aubance (blanc liquoreux) et L’Anjou-villages-Brissac.

## Culture locale et patrimoine

### Lieux et monuments
- Château de Brissac : avec ses sept étages et plus de 200 pièces, ce château est l'un des plus hauts de France. Berceau de la maison de Cossé-Brissac depuis 1502, il accueille plus de 30 000 visiteurs chaque année. Ses tours médiévales, vestiges de sa forteresse d'origine du XVe, abritent la façade principale. C'est dans ce château que le 12 août 1620 eut lieu la réconciliation de Louis XIII avec sa mère, Marie de Médicis, veuve d'Henri IV. Des plantations ornent le parc : hêtres, tulipiers, érables, saules, cèdres et liquidambars.
- Église Saint-Alman.
- Église Saint-Vincent.
- Mausolée des ducs de Brissac.
- Prieuré de la Colombe.

### Personnalités liées à la commune
- Chantal Poupaud, (1939-2022), réalisatrice, scénariste et productrice française y est née[26].